# Euphorbia paralias
Euphorbia paralias L. es una especie de fanerógama perteneciente a la familia de las euforbiáceas. 

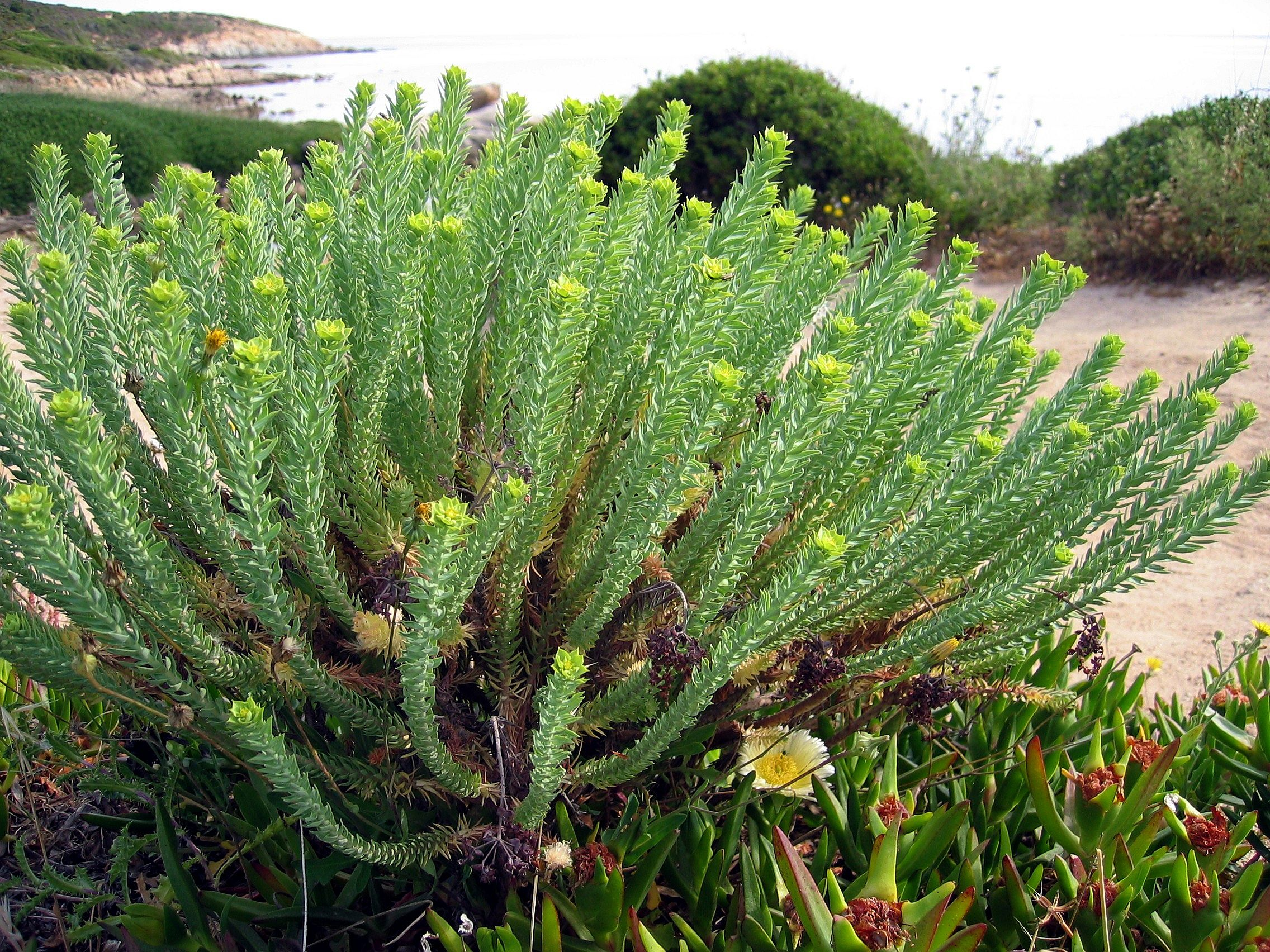

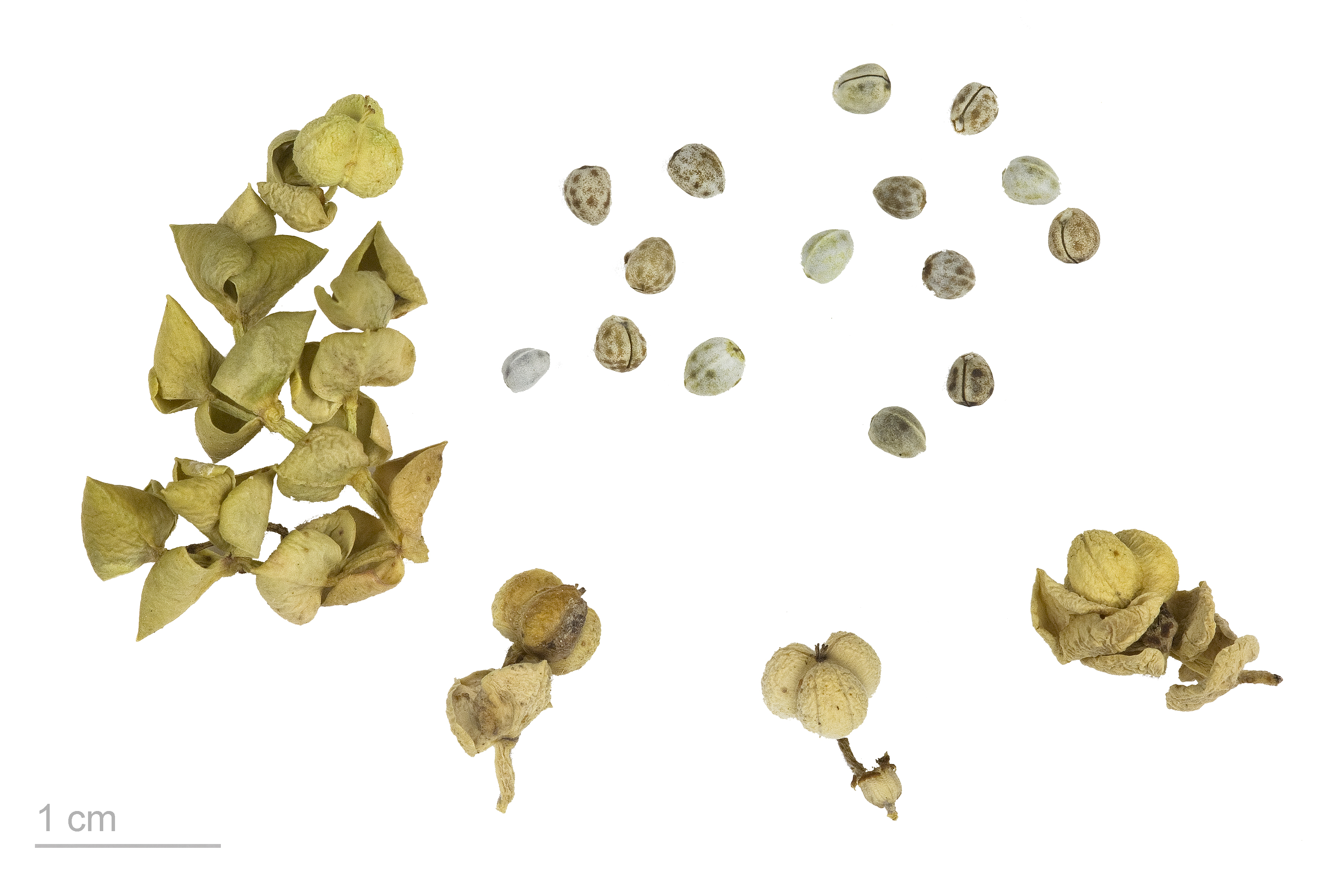
Euphorbia paralias

## Descripción
Se trata de una planta herbácea perenne de hasta 75 cm de altura, que habita en arenales costeros, con hojas densamente dispuestas e imbricadas. Las cápsulas son subesféricas, con cocas granuloso-rugosas

## Hábitat
Especie psamohalófila de amplia distribución en Macaronesia, región mediterránea y probablemente introducida en las Islas Canarias. Presente en la costa cantábrica de la península ibérica.
Propia de sistemas dunares costeros no estabilizados, dunas primarias embrionarias, y dunas secundarias. No soporta heladas tardías ni temperaturas extremas. 

## Taxonomía
Euphorbia paralias fue descrita por Carlos Linneo y publicado en Species Plantarum 458. 1753.
Etimología
Euphorbia: nombre genérico que deriva del médico griego del rey Juba II de Mauritania (52 a 50 a. C. - 23), Euphorbus, en su honor – o en alusión a su gran vientre –  ya que usaba médicamente Euphorbia resinifera. En 1753 Carlos Linneo asignó el nombre a todo el género.
paralias, epíteto: del griego παράλιος -ον (parálios) situado junto al mar.
Sinonimia
- Euphorbia malacitana Pau
- Tithymalus maritimus Lam.
- Tithymalus paralias (L.) Hill[5]
- Galarhoeus paralias (L.) Haw. (1812).
- Esula paralias (L.) Fourr. (1869).
- Euphorbion paralium (L.) St.-Lag. (1880).[6][7]

## Nombre común
- Castellano: euforbia, lechetrezna marítima, lechiterna de marina, leiterina, titimalo-paralias, tártago marino, lecheruela,[5] tabaibilla marina.